# Gant médical

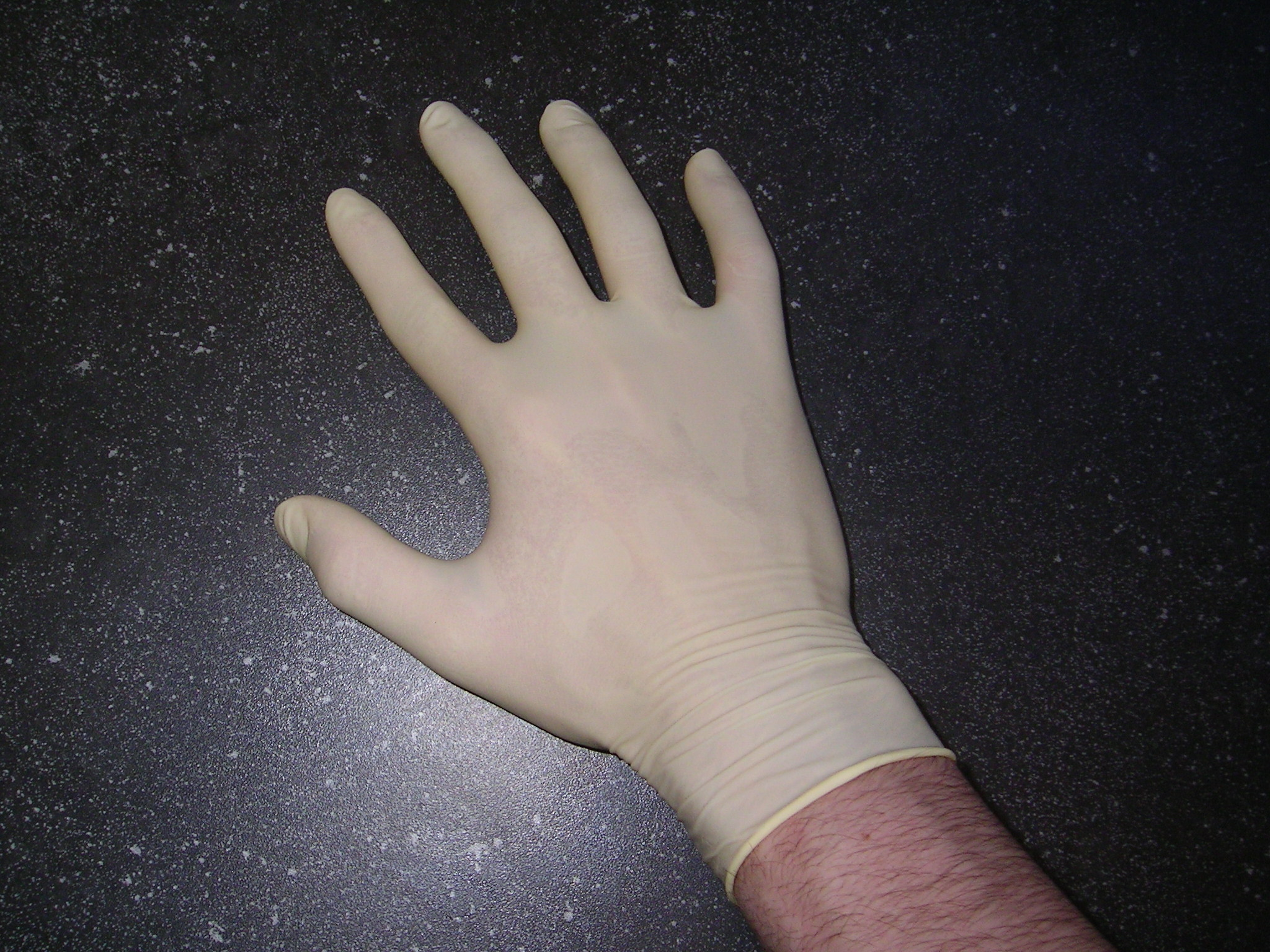
Gant médical en latex

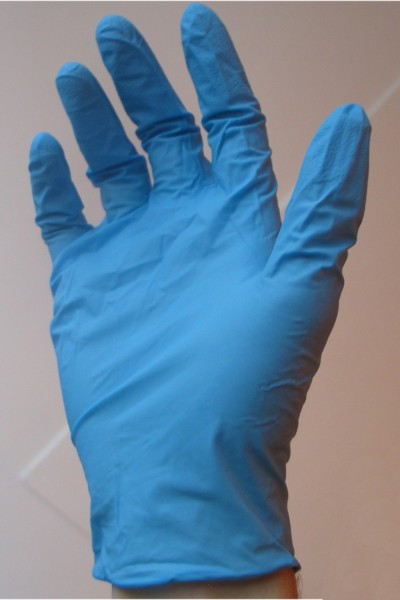
Gant médical en nitrile

Les gants médico-chirurgicaux sont des gants utilisés dans le monde médical pour protéger les patients et les soignants des infections transmissibles. Ce sont des équipements de protection individuelle (EPI).

## Histoire
La première paire de gants chirurgicaux a été créée à la demande de William Halsted par amour pour son assistante infirmière Caroline Hampton (en), sa future femme, qui avait un eczéma aux mains dû à l'usage trop régulier du phénol (pour se désinfecter dans le bloc opératoire), aussi demanda-t-il à Goodyear Rubber Company de lui fabriquer des gants en caoutchouc spécifiques, utilisés pour la première fois en 1894 pour une intervention chirurgicale à l'hôpital Johns-Hopkins de Baltimore,. En France, Henri Chaput inaugure en 1901 l'usage de gants en caoutchouc dans un but d'asepsie et non plus seulement de protection dermique.

## Formes
Ces gants à usage unique peuvent être fabriqués à partir :
- de latex ou de caoutchouc nitrile (type « nitrile »), exempts de protéines naturelles et de thiurames[5] ;
- de polymères thermoplastiques (polychlorure de vinyle (type « vinyle ») ou polyéthylène).

On utilise aussi les gants médicaux dans les laboratoires de biologie moléculaire, afin de ne pas contaminer le matériel étudié ou pour se protéger d'un produit chimique toxique.
Les gants pour examens médicaux sont des modèles ambidextres. Leur épaisseur est de l'ordre de 0,1 à 0,2 mm.
Il existe plusieurs tailles de gants :
- S : small : petit (taille 6-7 pouces) ;
- M : medium : moyen (7-8) ;
- L : large : grand (8-9) ;
- XL : extra large : très grand (9-10).

Les gants chirurgicaux sont stériles, non-ambidextres, et un peu plus longs que les gants médicaux. Leur taille, plus précise, varie de 5,5 à 9 pouces par pas de 0,5. Ils sont emballés en sachet par paire, pliés de façon à pouvoir se ganter de façon stérile. Actuellement, ils sont vendus le plus souvent non poudrés, pour éviter les allergies au latex.[réf. nécessaire] Ils peuvent être stérilisés aux rayons gamma ou pendant 20 min à 120 °C maximum et comporter un indicateur de stérilité.

## Normes
- Des normes européennes ont été rédigées pour les différentes spécifications concernant les gants de protection :
  - EN 374 : gants de protection contre les produits chimiques et les micro-organismes ;
  - EN 388 : gants de protection contre les risques mécaniques ;
  - EN 420 : spécifications générales pour les gants ;
  - EN 455 : gants médicaux à usage unique ;
  - EN 511 : gants de protection contre le froid ;
  - EN 1082 : gants de protection pour manipuler les couteaux à la main.
- ASTM-F 23.70.02 : gants conformes au test « bactériophage biopénétration ».